# 胡彦斌
胡 彦斌（フー・イエンビン（Hu Yanbin）、アンソン・フー（Anson Hu）、1983年7月4日 - ）は中国の歌手。上海出身。身長180センチ、体重65キロ、B型。

## 来歴
- 1997年：芸術学校に進学し、声楽の訓練を開始。
- 1999年：バンドを結成し、ボーカルと作詞作曲を担当。
- 2000年：アジア音楽祭新人歌手大会で入賞。
- 2001年：シングル曲《MARILYN MONROE》を発表。長編アニメ《我為歌狂》の主題歌に採用され、50万枚を超えるヒットとなる。
- 2004年：アルバム『Music混合体』収録曲「宣言」が、サッカーアジア杯のテーマ曲に採用される。
- 2006年：上海ゴールデン・グランプリ陸上大会テーマ曲《田径之歌》(アルバム未収録)を発表。陸上ハードル選手の劉翔とともに歌った。
- 2007年：24歳の誕生日にEMI百代と継続契約。個人レーベル“風風火火”を設立。
- 2008年：中国大陸の歌手として初の台湾での個人コンサートを開催。

## 所属
- 2002年～2004年：ゴー・イースト・エンターテインメント
- 2004年～2007年：EMI/ゴールド・レベル・エンターテインメント
- 2007年～2008年：EMI/百代唱片(7月4日継続契約)

※ 2008年8月よりEMI中華地区は金牌大風公司（GOLD TYPHOON GROUP）となった為の所属変更
- 2008年～2010年：金牌大風公司（GOLD TYPHOON GROUP）
- 2010年～現在：無所属

## 主要作品
- Anson Hu
- 文武双全
- 文武双全升級版
- 紅顔 - 『始皇帝暗殺 荊軻』主題曲
- Music混合体 - 2004年サッカーアジア杯テーマ曲「宣言」収録
- 音楽密碼 Music Code
- 男人歌
- 音楽斌潮
- 失業情歌
- Who Cares?
- 大一號